# الجمهورية البرتغالية الأولى
تمتد الجمهورية البرتغالية الأولى (بالبرتغالية: República Primeira) ورسميًا: الجمهورية البرتغالية لفترة 16 عامًا معقدة في تاريخ البرتغال، بين نهاية النظام الملكي الدستوري الذي تخللته ثورة 5 أكتوبر 1910 وانقلاب 28 مايو 1926. أسست حركة الانقلاب ديكتاتورية عسكرية عُرفت بالديكتاتورية الوطنية والتي تبعها نظام إستادو نوفو النقابوي الحاكم (الدولة الجديدة) بقيادة أنطونيو دو أوليفيرا سالازار.
شهدت أول ستة عشر عامًا في الجمهورية الأولى تسعة رؤساء و44 وزارة، ووُصفت أنها تتألف من «الفوضى المتواصلة والفساد الحكومي وحالة من الشغب والسلب والنهب وعمليات الاغتيال والحبس التعسفي والاضطهاد الديني.»

## الجمهورية
فيما يتعلق بثورة أكتوبر 1910، أُجريت عدد من الدراسات القيمة، وفي مقدمتها الدراسة التي تصنف أطروحة فاسكو بوليدو فالينتي للمجادلات. افترض المؤرخ الطبيعة الحضرية واليعقوبية للثورة التي قام بها الحزب الجمهوري البرتغالي، وادعى أن الحزب حول نظام الحكم الجمهوري إلى انقلاب ديكتاتوري. وتتعارض وجهة النظر هذه والتفسيرات القديمة للجمهورية الأولى كنظام حكم تقدمي وديمقراطي على نحو متزايد مقدمًا تناقضًا واضحًا مع ديكتاتورية سالازار التي تلت ذلك.
سُنَّ الدستور الجمهوري في عام 1911، مدشنًا نظام حكم برلماني مصحوبًا بسلطات رئاسية أقل ومجلسين للبرلمان. بشكل عام، منح الدستور كامل الحريات المدنية والدينية مع استثناء الكاثوليك.

### الدين
عادت الجمهورية الأولى رجال الدين بشدة، وكان قادة الجمهورية علمانيين، وبالتأكيد، كانوا يتبعون تقليدًا متحررًا بإزالة دور الكنيسة الكاثوليكية فور إقامتها. إذ قال المؤرخ ستانلي بّاين «اتخذت الغالبية العظمى من الجمهوريين موقفًا مفاده أن الكاثوليكية هي العدو الأول لراديكالية الطبقة الوسطى الفردانية ويجب تحطيمها كليًا باعتبارها مصدرًا للتأثير في البرتغال.» بقيادة وزير العدل، أفونسو كوستا استهدفت الثورة مباشرة الكنيسة الكاثوليكية: نُهبت الكنائس وهوجمت الأديرة وتعرض الكهنة للمضايقات. وبمجرد تنصيب الحكومة الانتقالية، بدأت بإيلاء جل اهتمامها للسياسات المعادية للدين، رغم الوضع الاقتصادي المتدمر. في 10 أكتوبر –بعد خمسة أيام من تدشين الجمهورية–  أصدرت الحكومة مرسومًا يقضي بقمع جميع الأديرة والأنظمة الدينية. طُرد جميع سكان المنشآت الدينية وصودرت أمتعتهم. أُرغم اليسوعيون على التنازل عن جنسيتهم البرتغالية. تتابعت سلسلة من القوانين والمراسيم المعادية للكاثوليك في تواتر سريع. في 3 نوفمبر، أُقر قانون يشرع الطلاق، ثم كان هناك قوانين تقر ولادة الأطفال خارج إطار الزواج، وترخيص الحرق، والمقابر العلمانية، وقمع التعليم الديني في المدارس ومنع ارتداء رداء الكاهن. بالإضافة إلى ذلك، خضع قرع أجراس الكنيسة المشيرة لأوقات العبادة إلى ضوابط معينة. وقُمعت الاحتفالات العامة بالأعياد الدينية. تدخلت الحكومة أيضًا في إدارة المعاهد الدينية، واحتفظت بحق تعيين الأساتذة الجامعيين وتحديد المناهج الدراسية. بلغت ذروة سلسلة القوانين التي صاغها أفونسو كوستا بقانون فصل الكنيسة عن الدولة، والذي أُقر في 20 أبريل 1911.
كان الجمهوريون معادين لرجال الدين واتبعوا نهج «المعادية» في قضية فصل الكنيسة عن الدولة، كما في الثورة الفرنسية، والدستور المكسيكي المستقبلي لعام 1917 والدستور الإسباني لعام 1931. في 24 مايو 1911، أصدر بيبوس العاشر منشور يامدودم البابوي الذي يدين الجمهورية الجديدة لحظرها الحريات الدينية المدنية و«سلسلة التجاوزات والجرائم الكبيرة التي سُنَّت في البرتغال لاضطهاد الكنيسة.»

### الأحزاب السياسية
كان على الحزب الجمهوري البرتغالي أن يعاني من انفصال عناصره المعتدلة، والتي شكلت أحزابًا جمهورية محافظة مثل الحزب التطوري والاتحاد الجمهوري. رغم تلك الانفصالات في الحزب الجمهوري البرتغالي، بقيادة أفونسو كوستا، احتفظ الحزب بهيمنته إلى حد كبير بسبب جملة من السياسات الاستبدادية الموروثة من الحكم الملكي. استعراضًا لتلك الوسائل، لجأت العديد من قوى المعرضة إلى العنف للاستمتاع بثمار القوة. يوجد القليل من الدراسات المؤخرة في هذه الفترة من الوجود الجمهوري، والمعروف بالجمهورية «القديمة». ومع ذلك، يمكن الاستشارة بمقال لفاسكو بوليدو فالينتي، ويجب محاولة تأسيس الإطار السياسي والاجتماعي والاقتصادي الذي قدمه إم. فيلافيردي كابرال (1988).
تصدت الجمهورية للهجمات الملكية على تشافيز في عام 1912.
نظر الحزب الجمهوري البرتغالي إلى اندلاع الحرب العالمية الأولى كفرصة مميزة لتحقيق عدد من الغايات: وضع حد للتهديد الثنائي المتمثل بالغزو الاسباني للبرتغال والاحتلال الخارجي للمستعمرات، وعلى الصعيد الداخلي، خلق توافق دولي حول نظام الحكم وحتى حول الحزب. لم تُحَقق الغايات المحلية، لأن الانخراط في النزاع لم يكن موضوع التوافق الدولي وبما أنها لم تعمل على حشد السكان. بل على النقيض من ذلك: أدى التدخل البرتغالي إلى تفاقم شقوق البنود السياسية والأيدولوجية القائمة.

## الجمهورية الجديدة
أثار سيدونيسما اهتمامًا قويًا بين المؤرخين، كنتيجة بشكل كبير لعناصر الحداثة التي احتواها. كان أنتونيو خوسيه تيلو واضحًا في الطريقة التي أرخ فيها نظام الحكم بعض الحلول السياسية التي ابتكرتها الشمولية والديكتاتورية الفاشية في عشرينيات وثلاثينيات القرن العشرين. أخذ سيدونيو بايس على عاتقه إنقاذ القيم التقليدية، وبالأخص الوطن الأم، وحاول أن يحكم بطريقة مؤثرة. اتُخذت خطوة للقضاء على الأحزاب السياسية التقليدية وتعديل نموذج التمثيل البرلماني الحالي (والذي زُعم أنه زاد من الانقسامات في الوطن) عبر استحداث مجلس شيوخ نقابوي، وتأسيس الحزب الواحد (الحزب الجمهوري الوطني، والذي يُدعى بشكل غير رسمي باتحاد «سيدونيسما»)، وإسناد وظيفة الحشد للقائد. احتفظت الدولة بدور التدخل الاقتصادي لنفسها بينما، وفي نفس الوقت، قمعت حركات الطبقة العاملة والجمهوريين اليساريين. حاول سيدونيو بايس أيضًا استعادة النظام العام وتخطي بعض انشقاقات السنوات الأخيرة، جاعلًا الجمهورية أكثر قبولًا لدى الملكيين والكاثوليك.

## رؤساء الدولة والحكومة
صاحبت الجمهورية البرتغالية الأولى فترة غير مستقرة في تاريخ البرتغال. في فترة 16 عامًا (1910–1920) إذ حظيت البرتغال بثمانية رؤساء للجمهورية، وحكومة انتقالية واحدة، و38 رئيس وزراء ومجلس دستوري واحد.

## تقييم التجربة الجمهورية وإرثها
ما زالت الجمهورية الأولى موضع النقاشات الحادة والتي يستحيل تلخيصها في هذه الفقرات. ومع ذلك، يمكن أن يفرق الشخص بين ثلاث تفسيرات. كانت الجمهورية الأولى تقدمية ونظام حكم ديمقراطي متزايد كما يرى بعض المؤرخين. وبالنسبة لآخرين، كانت امتدادًا أساسيًا لأنظمة الحكم التحررية التقليدية في القرن التاسع عشر. وتختار مجموعة ثالثة الإضاءة على ثورية نظام الحكم وطبيعتها اليعقوبية والديكتاتورية.

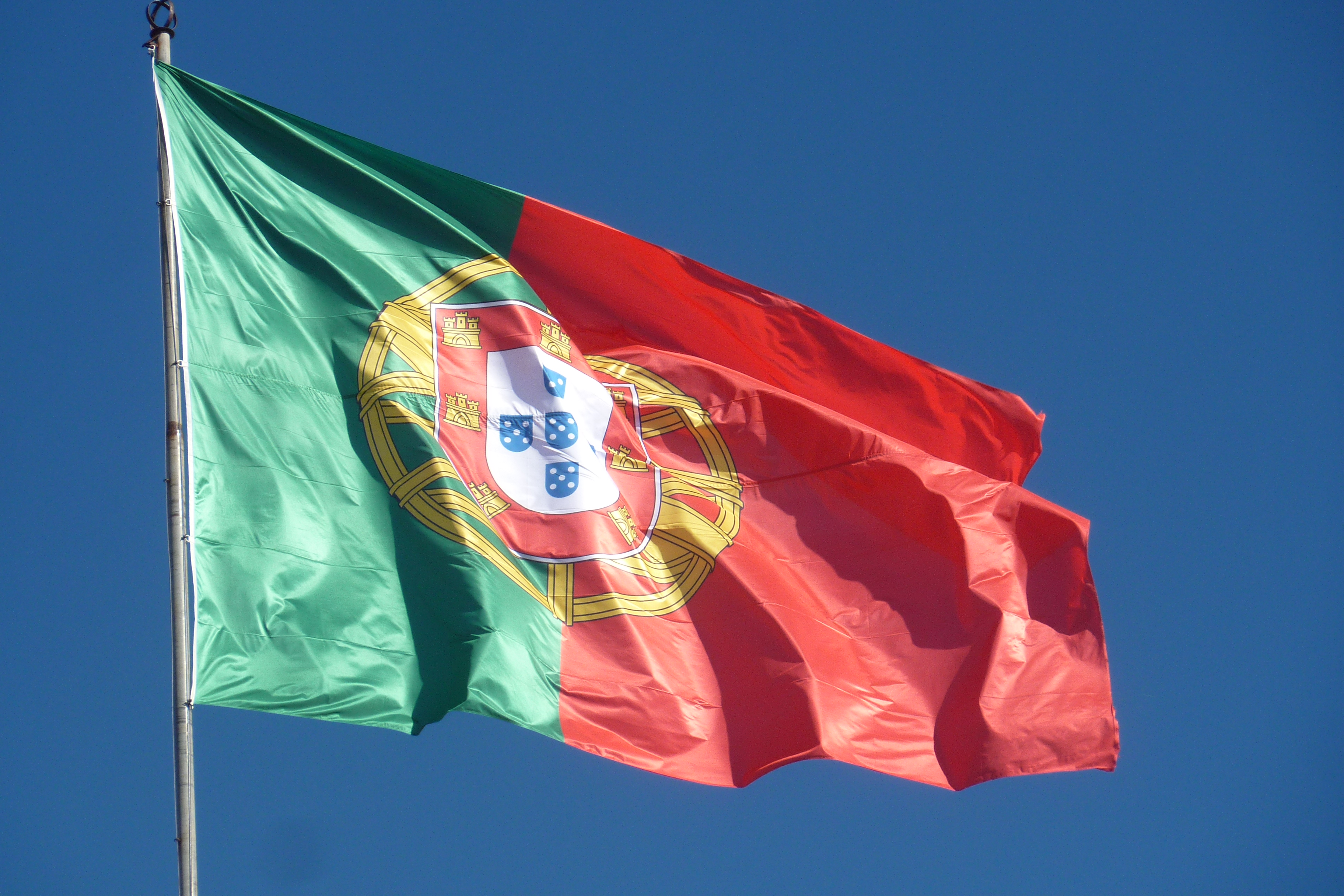
يعود علم البرتغال إلى عهد الجمهورية الأولى

أكد العديد من المؤرخين على فشل وانهيار الحلم الجمهوري بحلول عشرينيات القرن العشرين. لخص خوسيه ميغيل سارديكا في عام 2001 إجماع المؤرخين:
«[...] في غضون أعوام قليلة، تحولت أجزاء كبيرة من قوى الاقتصاد الرئيسة من الاتجاه اليساري إلى اليمين، بالإضافة إلى المفكرين وصانعي الرأي والطبقات الوسطى، مستبدلين المثالية التي لم تتحقق بجمهورية متطورة ومدنية بسبب أفكار «النظام» و«الاستقرار» و«الأمان.» بالنسبة لأولئك الذين ساعدوا وأيدوا أو شجعوا الجمهورية في عام 1910، على أمل أن يصلح الوضع السياسي الجديد أخطاء الحكم الملكي (انعدام الاستقرار الحكومي والأزمات المالية والتخلف الاقتصادي والتفسخ الاجتماعي)، والاستنتاج الذي يمكن استخلاصه، في عشرينيات القرن الماضي، أن علاج العلل الوطنية احتاج إلى أكثر من عزل بسيط للملك [...] انهارت الجمهورية الأولى وتوفيت كنتيجة لتصادم الآمال المثارة والأفعال الهزيلة.»
ومع ذلك، يشير سارديكا إلى آثار التجربة الجمهورية الدائمة:
«رغم مجمل فشلها، وهبت الجمهورية الأولى البرتغال في القرن العشرين إرثًا دائمًا لا نظير له –قانونًا مدنيًا متجددًا، وأسس النهضة التعليمية، ومبادئ الفصل بين الدولة والكنيسة، وإمبراطورية ما وراء البحار (والتي وُضع لها حد في عام 1975)، ورمزًا ثقافيًا قوي (العلم الوطني والنشيد الوطني وتسمية الشوارع) لا يزال تجسيده يحدد هوية البرتغال الجماعية ليومنا هذا. كان إرث الجمهورية الأساسي بالفعل ذكرى.»